# Ahmad Al-Abdullah Al-Sabah
Ahmad Al-Abdullah Al-Ahmad Al-Sabah (5 de setembro de 1952) é um economista, político e membro da família Al Sabah. Serviu como Ministro do Petróleo entre 2009 e 2011. É o atual primeiro-ministro do Kuwait desde 15 de abril de 2024.

## Carreira
Ele recebeu o diploma de bacharel em finanças pela Universidade de Illinois em 1975.
Sabah trabalhou no Banco Central do Kuwait de 1978 a 1987. Depois trabalhou em instituições financeiras privadas de 1987 a 1999. Durante este período foi presidente do Burgan Bank SAK. Ele foi o Ministro das Finanças de 1999 a 2001. Ele foi nomeado ministro da comunicação em 1999. Ele foi nomeado ministro da saúde em março de 2007, mas não recebeu nenhum voto de confiança no Assembleia Nacional que levou à renúncia do governo em 4 de março.
Em fevereiro de 2009, Sabah foi nomeado ministro do petróleo, sendo o quinto ministro desde 2006. Ele substituiu Mohammad Al Olaim como ministro do petróleo, que renunciou ao cargo em novembro de 2008. Entre novembro de 2008 e fevereiro de 2009, Mohammad Sabah Al Sabah atuou como ministro interino do petróleo. O mandato de Ahmad Al Sabah como ministro do Petróleo terminou em maio de 2011, quando Mohammad Al Busairi o substituiu no cargo mencionado.
Sabah foi nomeado chefe da Corte do Príncipe Herdeiro em 2021. Ele foi nomeado primeiro-ministro em 15 de abril de 2024, sucedendo Mohammad Sabah Al-Salem Al-Sabah no cargo.

## Vida pessoal
Ahmad é casado e tem três filhos.